# Attik Kargar
Attik Kargar (* 31. März 1969 in Kabul, Königreich Afghanistan; † 21. Dezember 2023 in Köln) war ein deutscher Schauspieler, Cartoonist und Autor.

## Leben
Attik Kargar wuchs in Berlin und Braunschweig auf und zog 1997 nach Köln. Ab 1992 war er selbstständig als Cartoonist und Autor für Comedyshows tätig und ab 2004 auch als Darsteller in Comedy-Formaten.
Von 1994 bis 1998 schrieb er Sketche für die Comedy-Show RTL Samstag Nacht. In den Jahren 2001 bis 2003 gehörte Kargar zum Autoren-Team der Freitag Nacht News bei RTL, in denen er auch als Darsteller auftrat. Er erfand Charaktere wie „Bullzeye“. Zusammen mit seinem Partner Sven Nagel drehte er auch die Parodien Olaf & Dieter – Zwei Zombies im Kaufhaus. Im Jahre 2001 erschien sein Cartoonbuch Zeltene Tiere, die ebenfalls zu den Inhalten der Freitag Nacht News gehörten. Vom 15. Oktober bis zum 16. Dezember 2005 war er Mitglied  des neunköpfigen Teams der RTL-Produktion RTL Comedy Nacht.
Er war der Erfinder von Bernie und Ert, einer Parodie auf Ernie und Bert. Das Format wurde durch Freitag Nacht News bekannt. Kargar war an Bernie und Ert als Animator, Autor und Sprecher beteiligt.
Im Jahre 2006 gehörte Kargar wieder dem Team der Ende des Jahres eingestellten Freitag Nacht News an. Von 2007 bis 2008 war er zusammen mit Sven Nagel Teil der Sketchsendung Kargar trifft den Nagel auf Comedy Central.
Kargar war für die Sendung Sketch History ab 2016 als Autor aktiv.
Attik Kargar starb am 21. Dezember 2023 im Alter von 54 Jahren. Seine Grabstätte befindet sich auf dem Kölner Melaten-Friedhof.

## Bühne
- Bühnenprogramm für Stefan Jürgens TV to Die 1999
- Bühnenprogramm für Stefan Jürgens Alles anders 2000
- Einzelne Texte für Hans Werner Olm Alle in Behandlung
- Bühnenprogramm für Jürgen Bangert

## Bücher und Comics
- Drachen, Ritter und Riesen, Selbstverlag, 1993
- Anderer Schuh – wo bist denn du, Blaulicht-Verlag, ISBN 978-3-941552-20-3
- Zeltene Tiere, Brücke-Verlag, 2003 ISBN 978-3-251-00522-2
- Illustration für Knacki Deusers Buch „How to be lustig...“, 2009 ISBN 978-3-00-029216-3.
- Illustrationen für das Buch von Johannes Floeck „Wenn Happy und Birthday getrennte Wege gehen“, 2011 ISBN 978-3-651-00004-9.

## Preise und Auszeichnungen
- 2016–2018 Sketch History (Comedy Preis 2016/17/18)
- Insgesamt: 6 × Comedy-Preis + 1 × Fernsehpreis